# Mammillaria prolifera
Mammillaria prolifera là một loài thực vật có hoa trong họ Cactaceae. Loài này được (Mill.) Haw. mô tả khoa học đầu tiên năm 1812.

## Hình ảnh

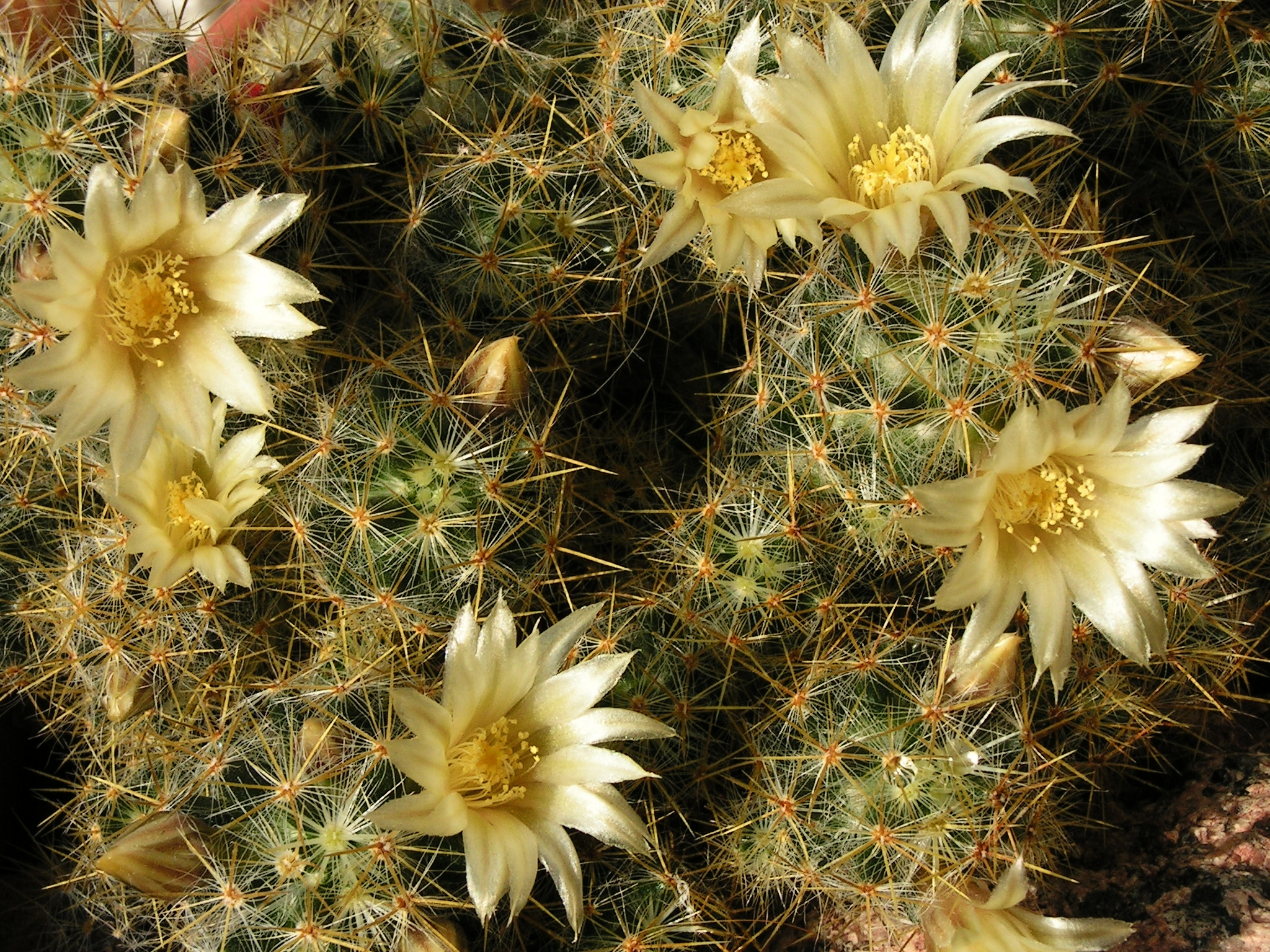
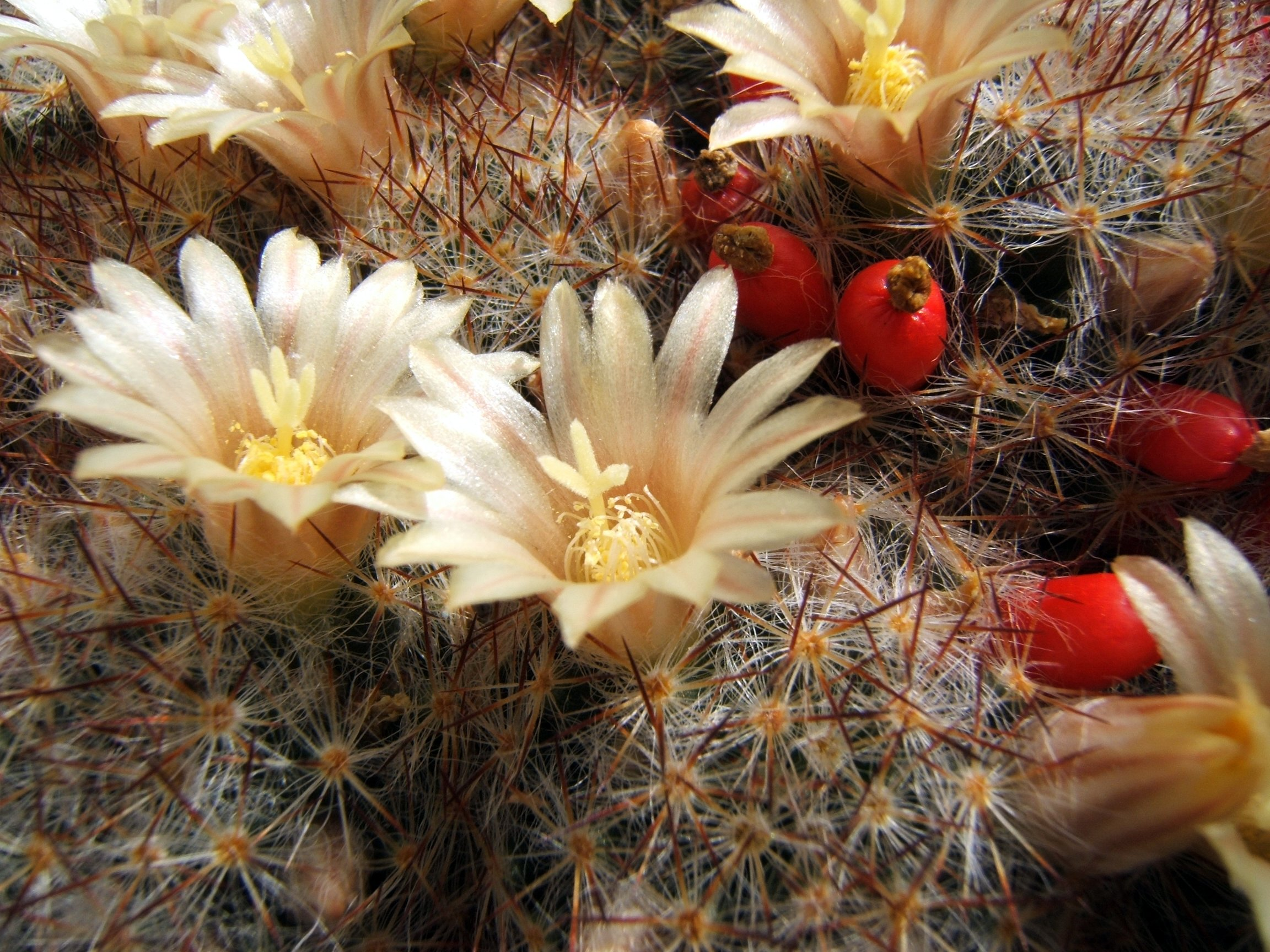
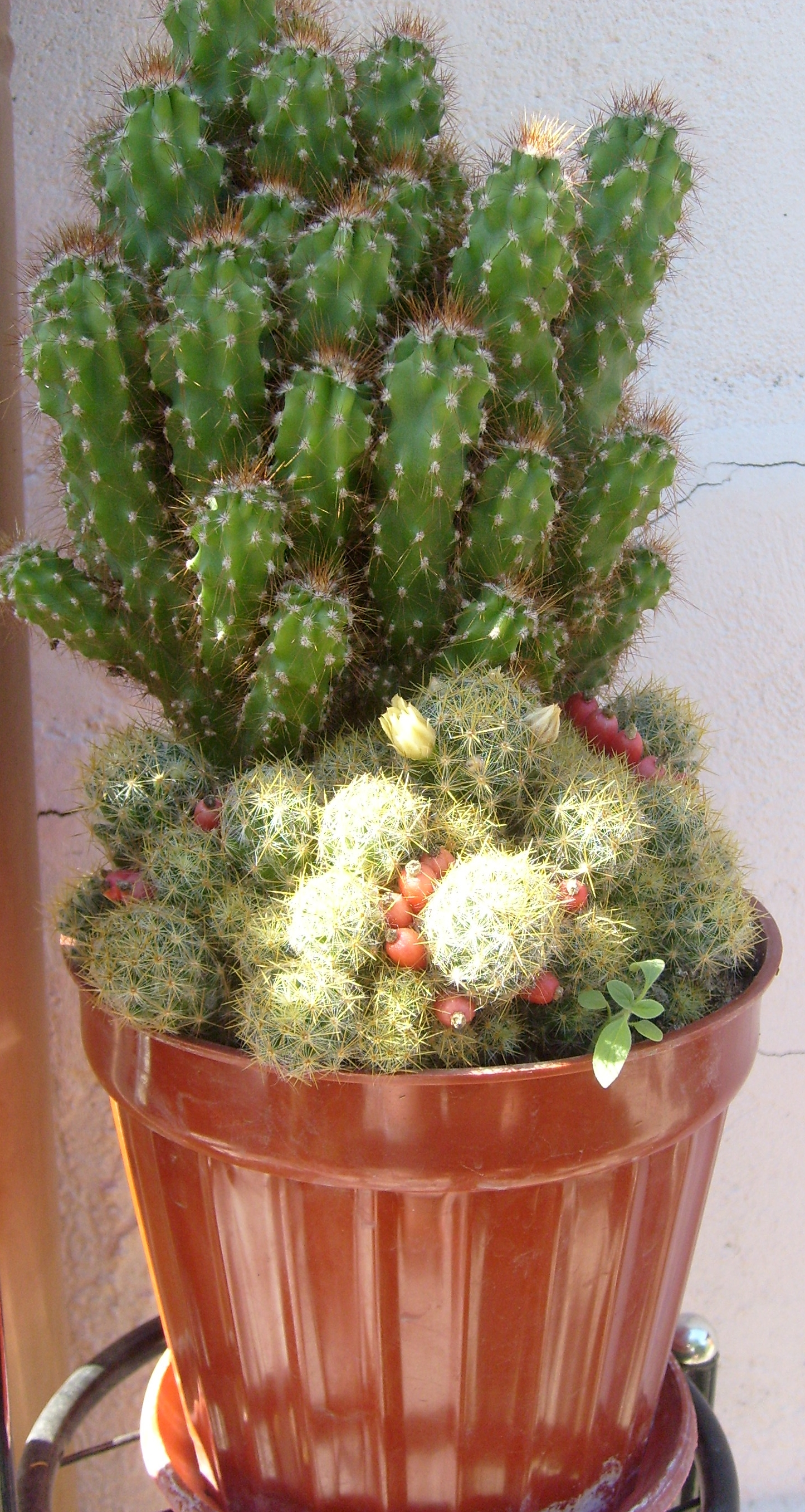
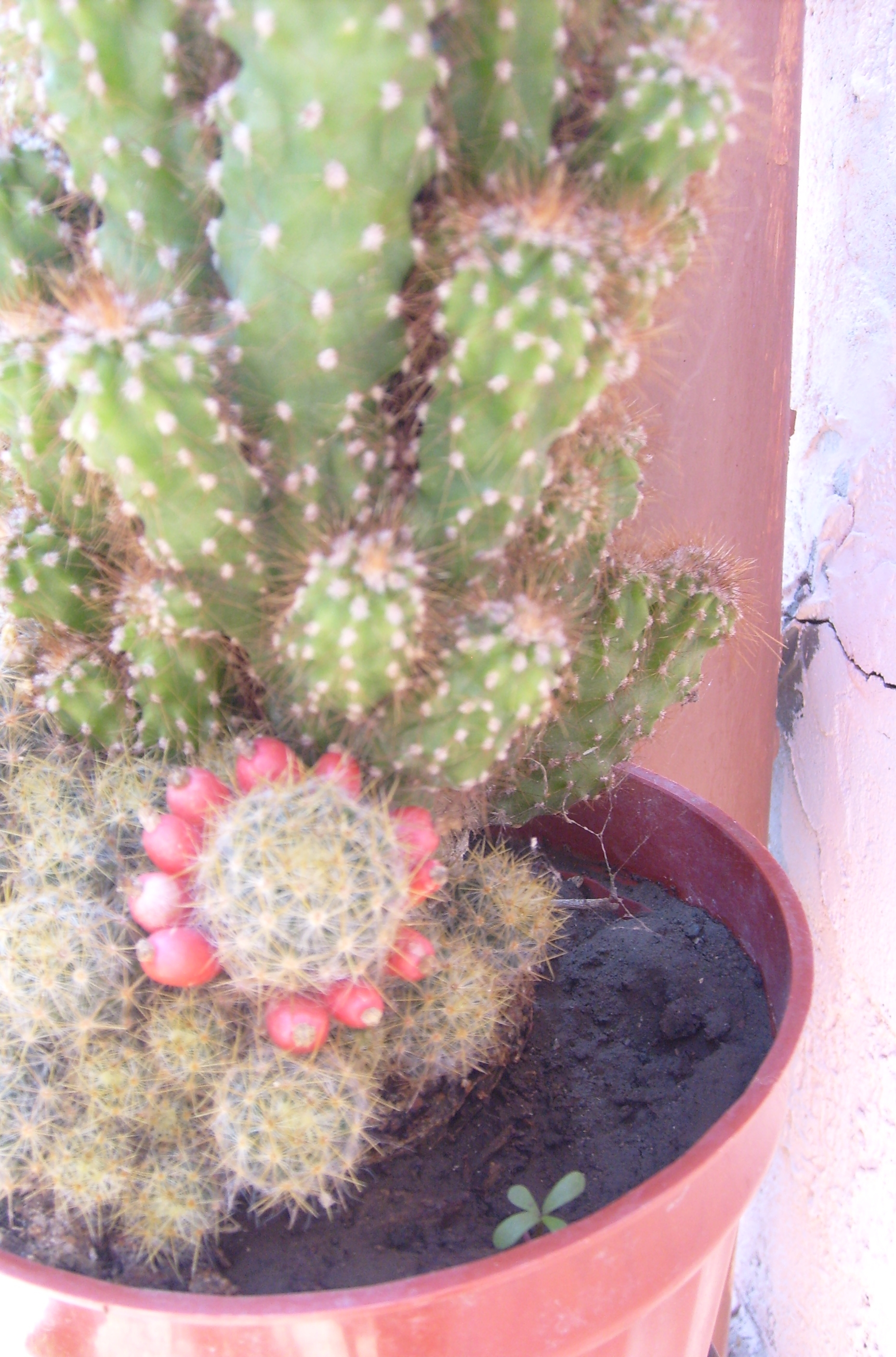